# Bergshamra kyrka
Bergshamra kyrka är en kyrkobyggnad i Bergshamra i Solna kommun i Stockholms län. Den hör till Solna församling i Stockholms stift.

## Kyrkobyggnaden
Kyrkan invigdes 18 november 1962. Arkitekten Georg Varhelyis tanke var att kyrkan skulle harmonisera med det samtidigt byggda centrumområdet, så kyrkan är helt i betong, till och med dopfunten, altaret och predikstolen. Konstnärlig utsmyckning saknas helt. Vi har strävat efter ett kyrkorum helt befriat från arkitektoniska raffinemang, med andra ord: krav på obruten inre andakt och religiös samling uttryckte sig arkitekten.
Kyrkorummet har östvästlig orientering med koret i öster. Det inbyggda kyrktornets klockor kan ses inifrån kyrkorummet genom glasväggar och sakristian ligger i tornets bottenvåning. Kyrkan brann invändigt 11 maj 1985 och renoverades därefter, även slingerväxter planterades såväl exteriört som interiört.
Kyrkan har fått smeknamnet "Santa Cementa" av Bergshamraborna för sitt yttre utseende.

## Inventarier
- Predikstolen i korets södra sida är utförd i betong och inklädd i japansk ek.
- I korets norra del står dopfunten som är ett rätblock av betong. Tillhörande dopfat av silver tillkom vid invigningen 1962.
- På korväggen hänger en stor textil som är komponerad av Anna Lisa Odelqvist-Kruse och tillverkad 1954 av Libraria.
- Altaret av betong pryds av ett rikt broderat altarbrun som är levererat av Libraria.
- Framför altaret ligger en matta vävd i röllakansteknik med mönster i röda och blå färger. Mattan är komponerad 1973 av Birgitta Modig.
- I korets södra del står en sjuarmad ljusstake i svart smide.
- Kyrksilvret, bestående av nattvardskärl, paten, vinkanna och oblatask, är levererat 1962 av silversmeden Carl Nyströmer, Ulriksdal.

### Orgel
- Orgeln med elva stämmor är levererad 1964 av Åkerman & Lund i Knivsta. Orgeln är mekanisk.

| Manual I      | Manual II         | Pedal            | Koppel |
| Rörflöjt 8'   | Gedackt 8´        | Subbas 16´       | I/P    |
| Principal 4'  | Koppelflöjt 4'    | Gedacktpommer 4' | II/P   |
| Waldflöjt 2'  | Principal 2'      |                  | II/I   |
| Mixtur 3 chor | Sivflöjt 1'       |                  |        |
|               | Krumhornsregal 8' |                  |        |
|               | Tremulant         |                  |        |

## Bildgalleri

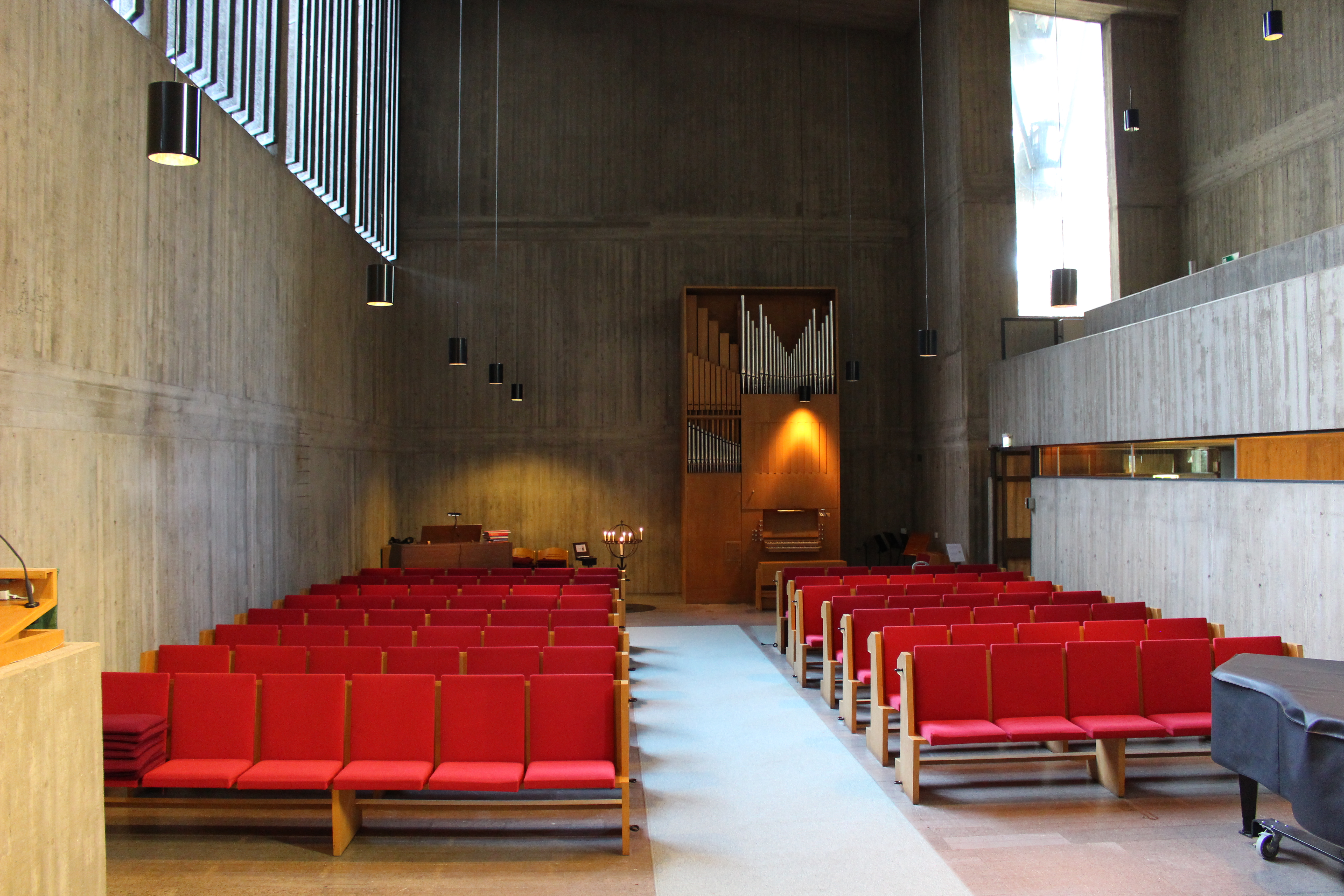
Kyrkorum mot väster
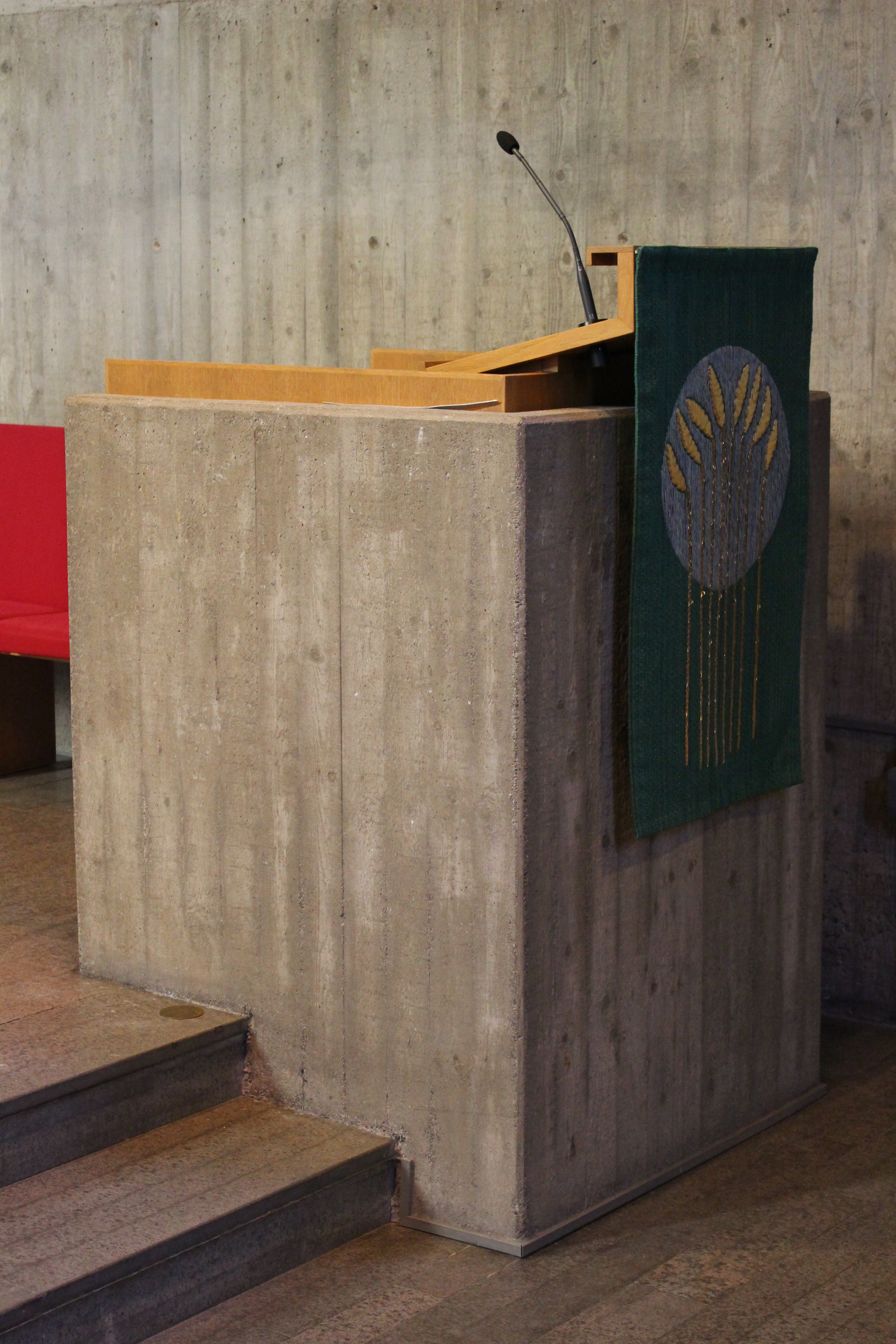
Predikstol
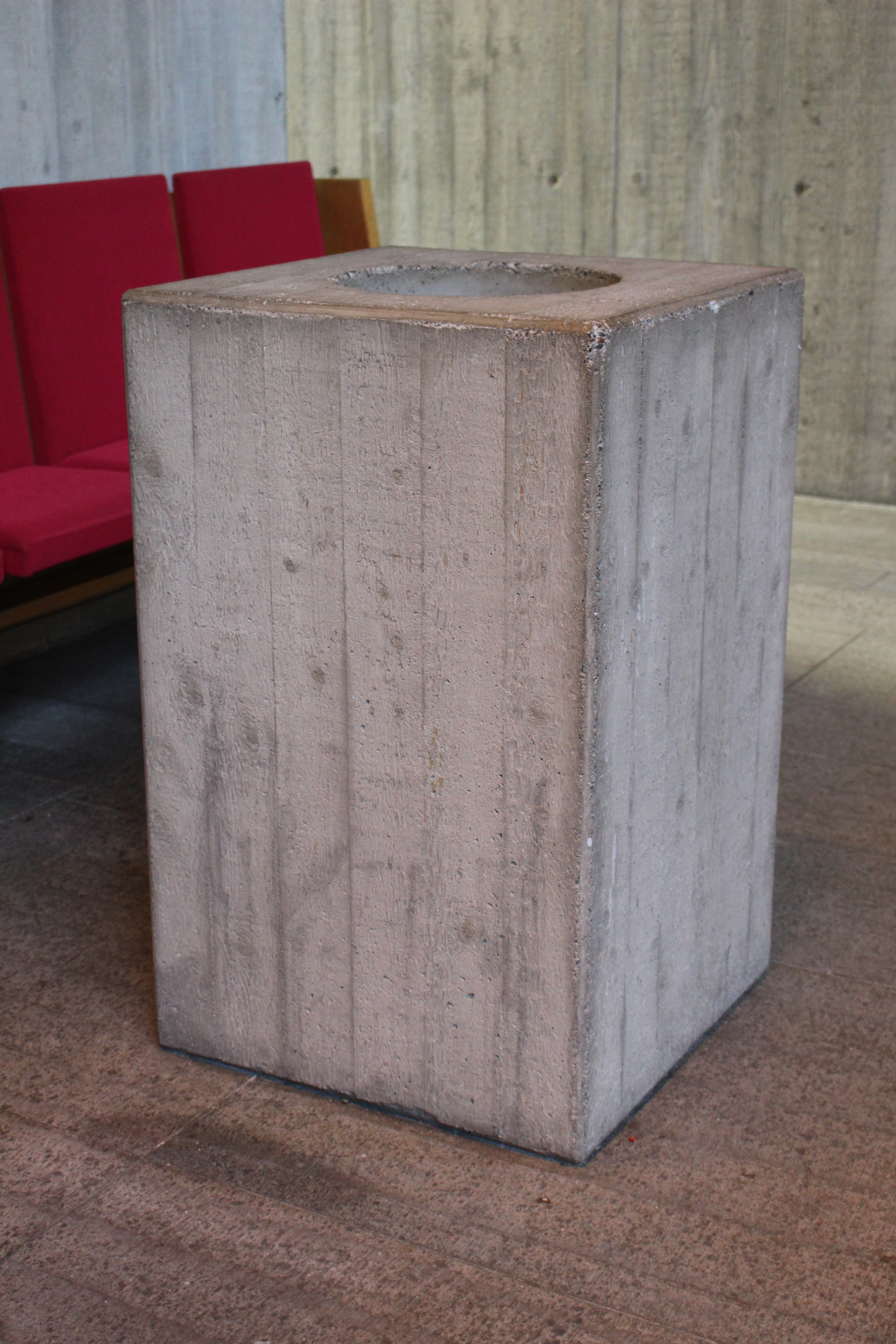
Dopfunt
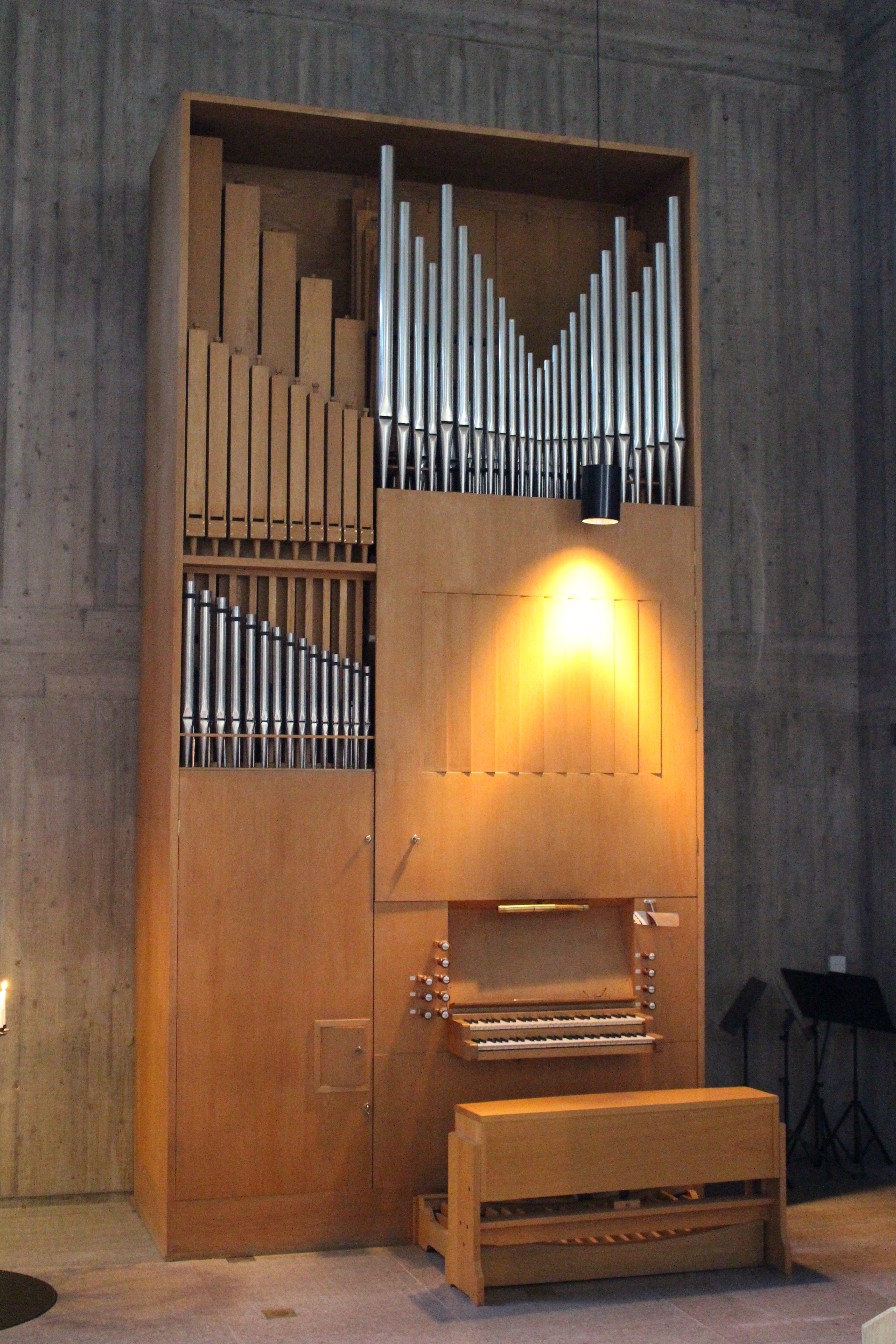
Orgeln vid västra väggen
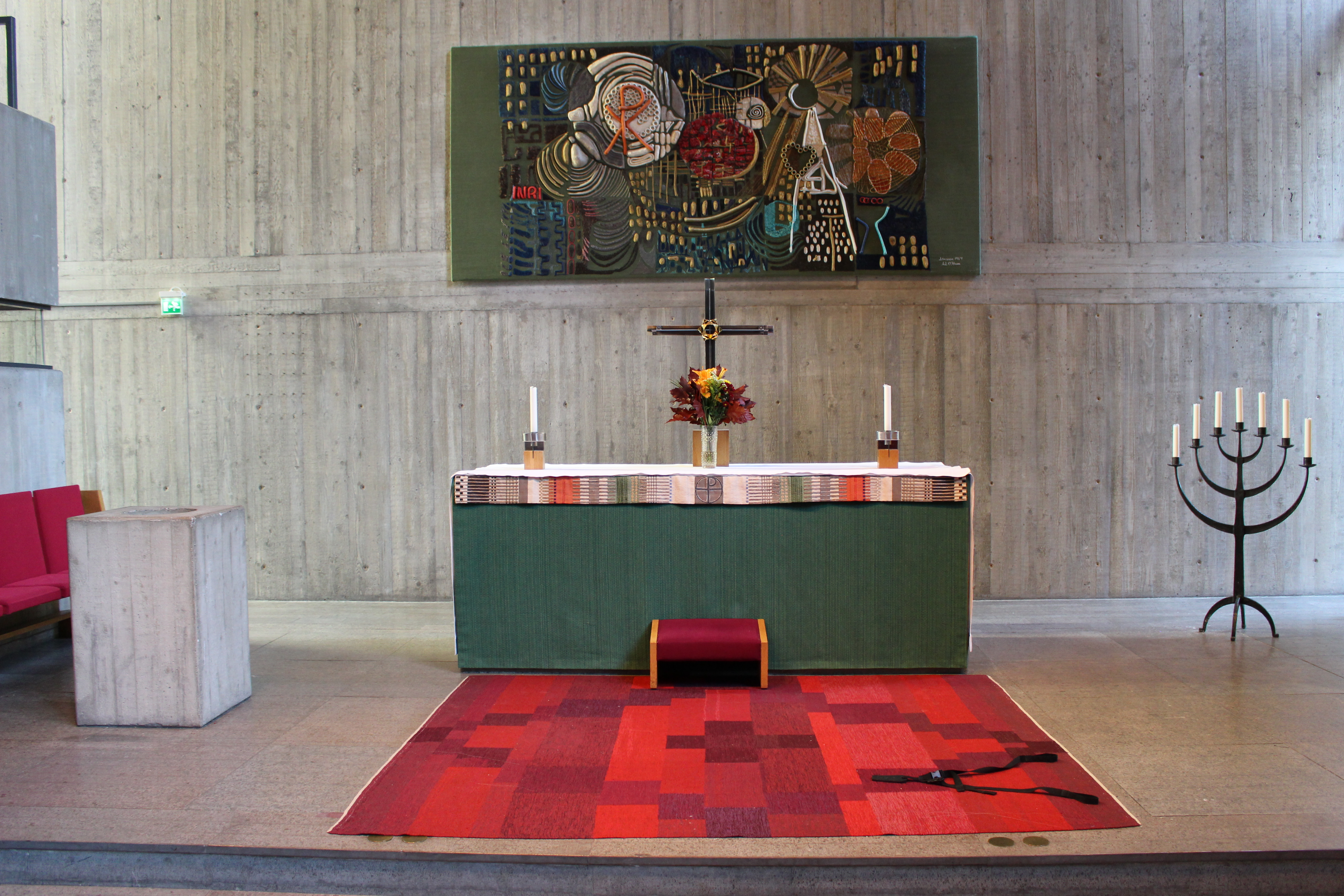
Koret med altare
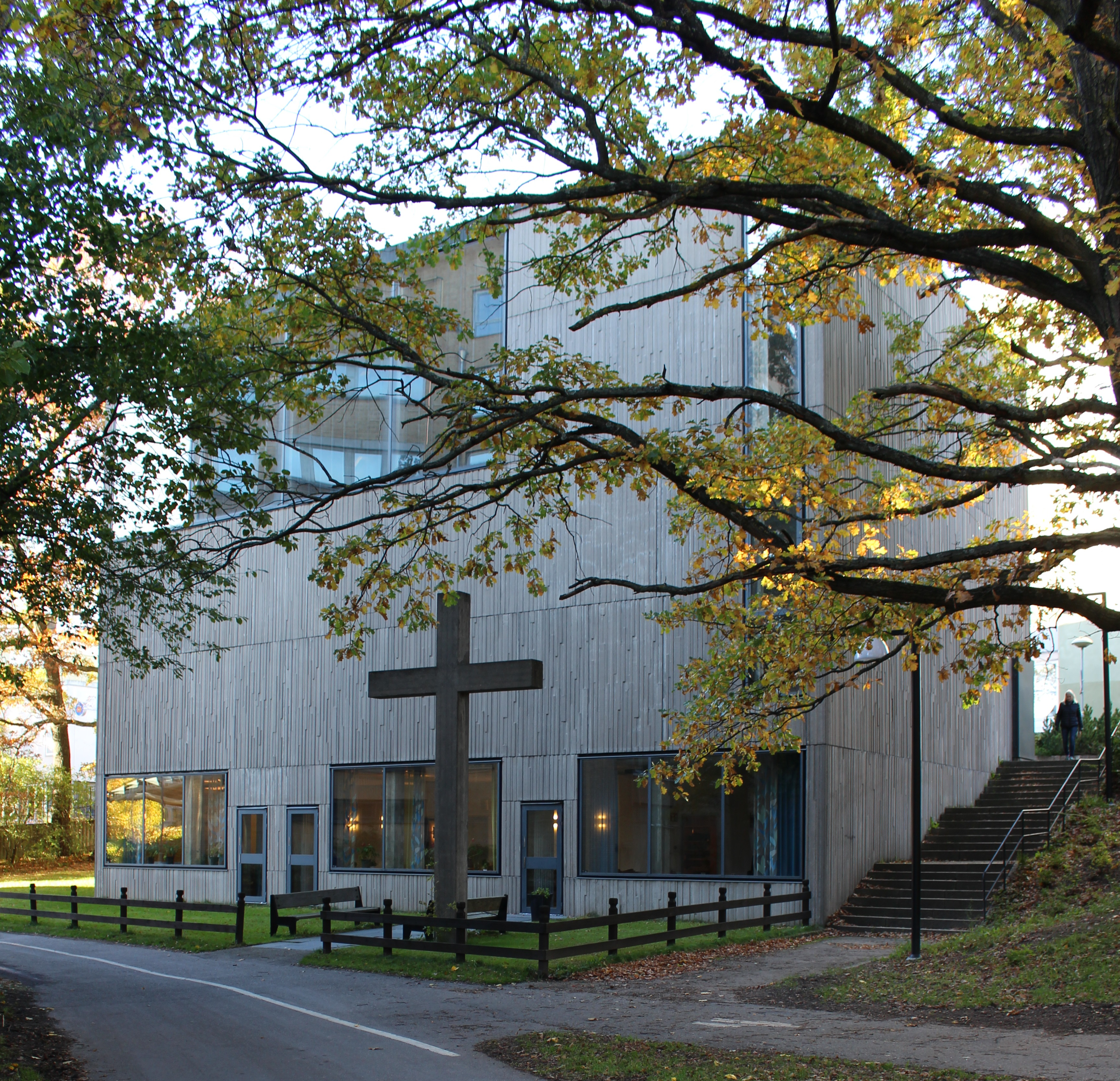
Kyrkans nedre entréplan
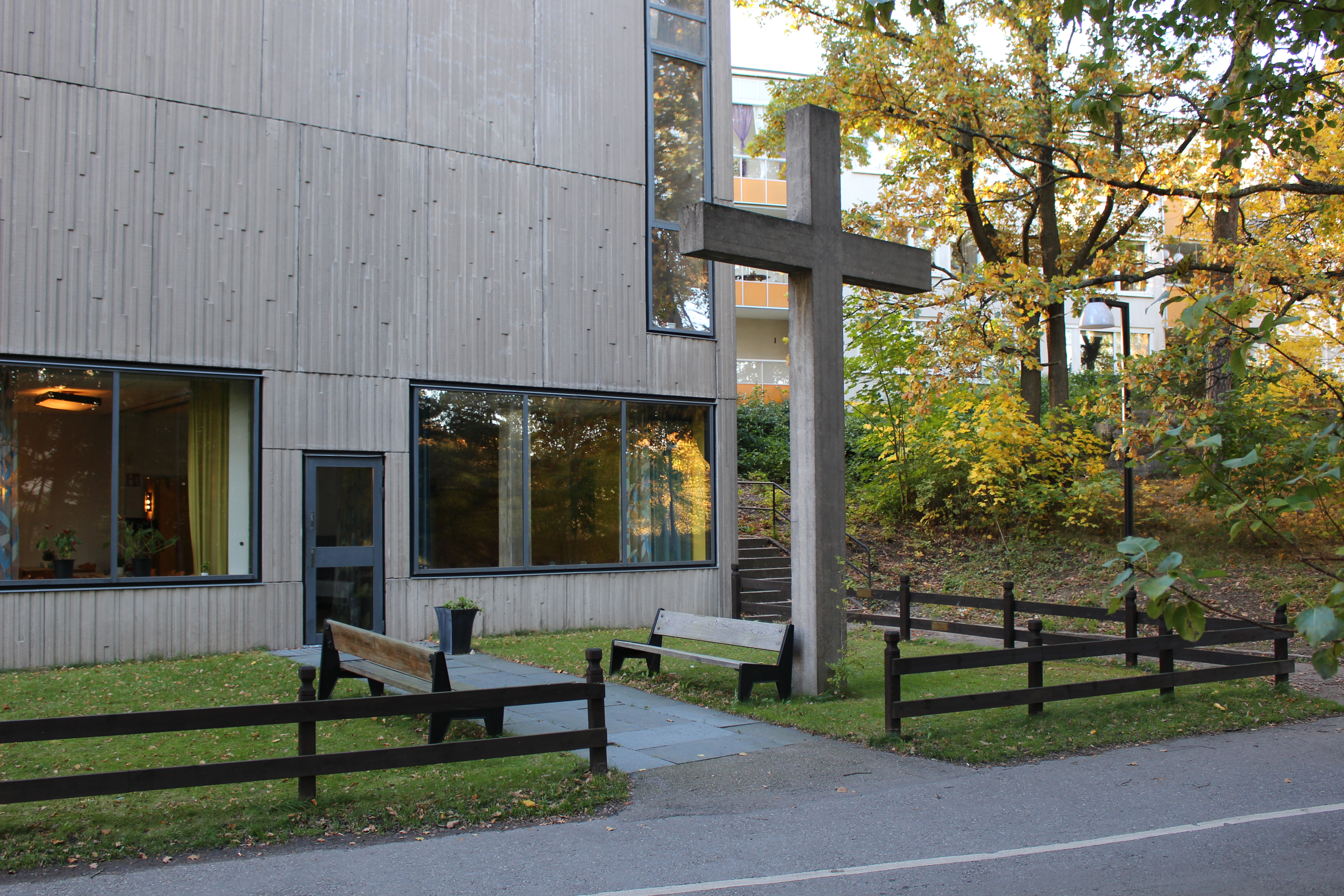
Nedre entréplan, samt ett kors av betong
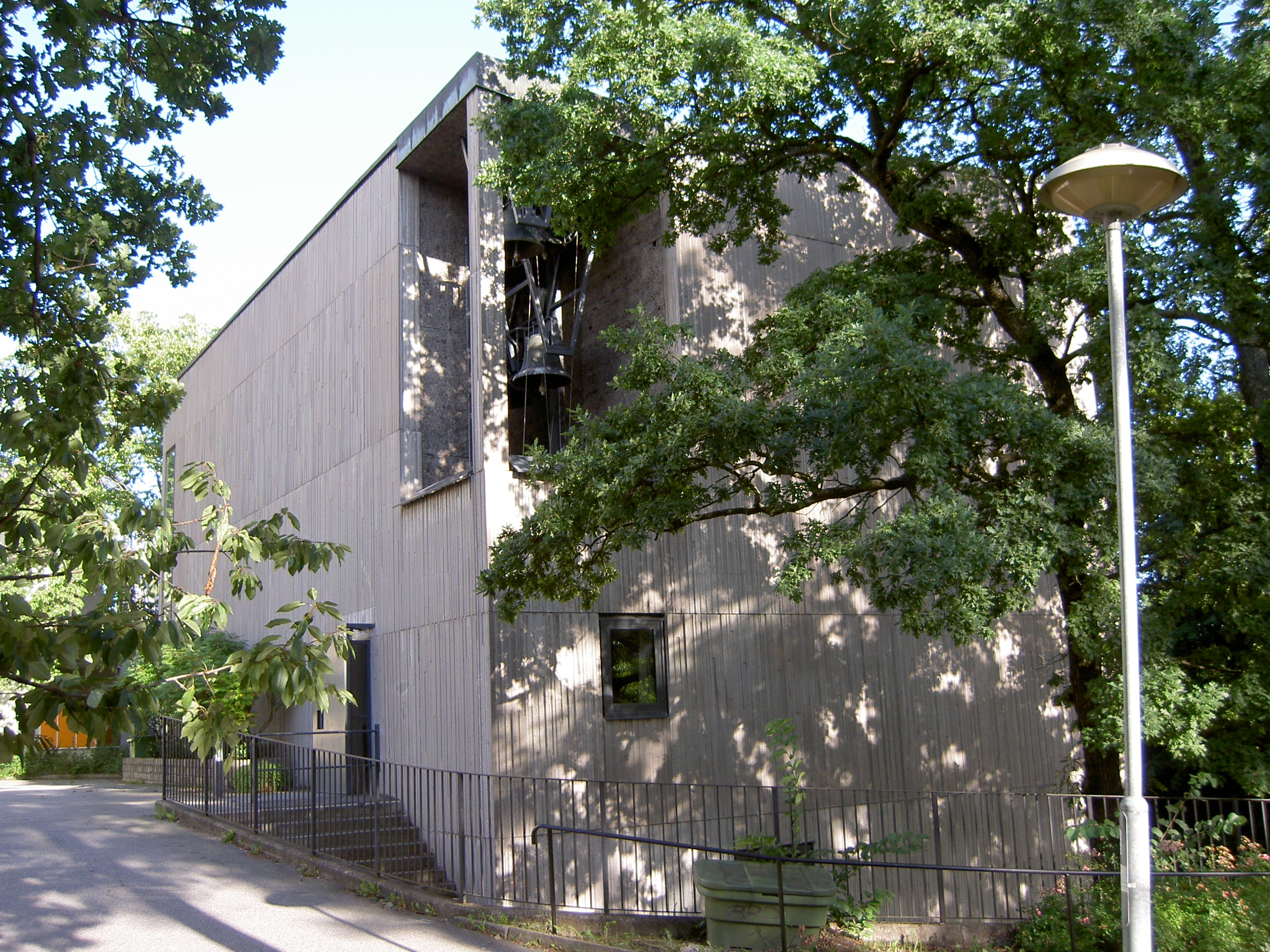
Kyrkan från väster

### Webbkällor
- byggnadspresentation
- Bergshamra kyrka, Stockholm 2008, © Stockholms stift, Text: Gunilla Nilsson